# Maskarada (singel)
Maskarada – czwarty singel po „A Ty, czego chcesz?”, „Miłość, trzeźwość i pokora” i „Spowiedź” Kasi Kowalskiej promujący jej ósmy album „Antepenultimate”. Po raz pierwszy singel został zaprezentowany 7 sierpnia 2009 podczas Sopot Hit Festiwalu 2009, natomiast radiowa premiera odbyła się 10 sierpnia 2009.

## Notowania
| Notowania                            | Najwyższa pozycja |
| ------------------------------------ | ----------------- |
| Lista Przebojów Marka Niedźwieckiego | 21                |
| LP3                                  | 39                |
| Radio Szczecin                       | 2                 |
| POPLista RMF FM                      | 2                 |
| Liga Hitów Radia Zet                 | 1                 |
| Radio Wawa                           | 1                 |